# 一磷化铀
一磷化铀是一种无机化合物，化学式为UP，它是铀的磷化物之一。

## 合成
一磷化铀的首种合成方法于1933年的专利报道，该法通过铀和红磷的反应制得，但难以获得高纯度的产物，杂质种含二氧化铀。铀和磷化氢的反应也可制备一磷化铀，其副产物是三氢化铀。
它也可以四氟化铀为原料制备：
3 UF4 + 3 Si + 4 P → U3P4 + 3 SiF4
3 U3P4 → 3 UP + P